# Rally Acrópolis de 1980
El Rally Acrópolis de 1980, oficialmente 27th Acropolis Rally, fue la vigésimo séptima edición y la quinta ronda de la temporada 1980 del Campeonato Mundial de Rally. Se celebró entre el 26 y el 29 de mayo y contó con un itinerario de cincuenta y seis tramos sobre tierra que sumaban un total de 956,16 km. En total el recorrido alcanzaba los 2.800 kilómetros entre las etapas de enlace y los tramos cronometrados. Durante la carrera los participantes visitaron las localidades de Atenas, Kalambaka, Veria y Lagonissi, así como la península del Peloponeso y el sitio arqueológico de Olimpia.
Tras las primeras tres citas del campeonato, Montecarlo, Suecia y Portugal se disputó el Rally Safari, la primera fuera del continente europeo y una de las más duras del calendario. De vuelta al continente se corría el no menos duro Acrópolis, conocido también como la prueba más «africana» en alusión al Safari, quinta prueba del campeonato del mundo y la séptima edición que era puntuable para el mundial. Más de 150 equipos se inscribieron en la prueba con al menos seis equipos oficiales: Datsun, FIAT, Opel, Mercedes, Peugeot y Toyota, mientras que otras marcas como Ford, Lancia, Polonez, Lada, Wartburg, Trabant y Dacia, estaban presentes pero con estructuras privadas. 
Björn Waldegård, ganador de la edición anterior y defensor del título de pilotos estaba presente con un Mercedes 450SLC, en lugar del Ford Escort utilizado entonces, mientras que el segundo clasificado Timo Salonen repetía con el Datsun 160J al igual que Harry Källström. El finés Ari Vatanen figuraba inscrito con un Ford Escort RS 1800 privado, modelo con el que había logrado en 1977 su primer podio mundialista, un segundo puesto en Nueva Zelanda. Tres años después en Grecia alcanzaría su primera victoria, la número dieciocho para la marca Ford. El segundo cajón del podio sería de nuevo para Timo Salonen, por segundo año consecutivo, y la tercera plaza fue a parar al Fiat 131 Abarth de Markku Alén, conformando un triple podio finlandés, cuarta vez que ocurría en la historia del mundial (tras Finlandia 1974, 1975 y 1978). El mejor piloto local clasificado fue Tasos Livieratos que a los mandos de un Lancia Stratos HF logró la novena plaza. El alemán Walter Röhrl que llegaba líder del campeonato, fue quinto con su FIAT 131 Abarth a pesar de muchos contratiempos, posición que le permitió conservar el liderato. FIAT, líder del mundial de constructores, sumó quince puntos gracias al tercer puesto de Markku Alén y ampliaba su ventaja sobre sus rivales.

## Inscritos

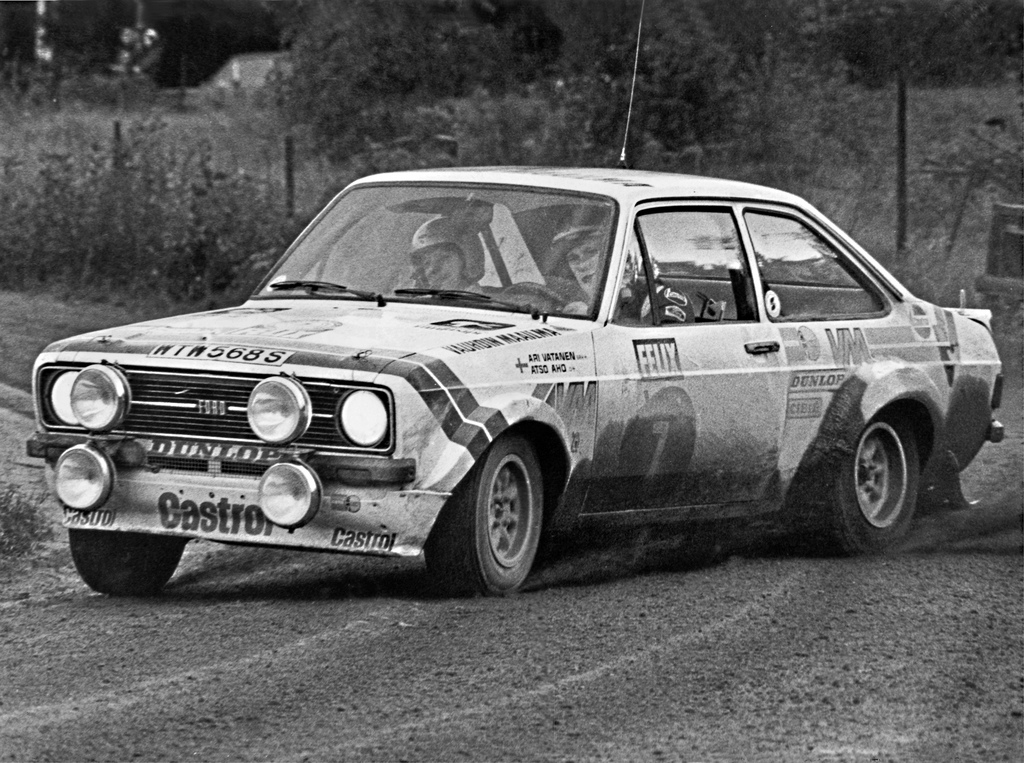
Ari Vatanen logró con el Ford Escort RS 1800 su primera victoria en el campeonato del mundo, vehículo con el que ya había logrado cuatro podios. En la imagen durante el Rally de Finlandia de 1978.

Más de 150 equipos se presentaron en Grecia con FIAT como principal adversario. La marca italiana alineaba sendos Fiat 131 Abarth para sus principales pilotos Walter Röhrl y Markku Alén y una tercera unidad para un joven Attilio Bettega. Sin su tradicional patrocinador Alitalia, la marca llegaba líder del certamen de constructores y de pilotos a pesar de no haber acudido de manera oficial a Suecia y al Safari. Opel, era la segunda marca oficial a tener en cuenta, presente con su filial Euro Händlerteam que se había inscrito con el nuevo Opel Ascona 400 de grupo 4, motor delantero y tracción trasera. El Ascona había logrado su primera victoria ese mismo año en Suecia gracias al piloto local Anders Kulläng. Los otros dos pilotos de Opel eran el alemán Jochi Kleint y el keniata Shekhar Mehta, que venía de vencer en el Safari con Datsun, otra de las marcas presentes en la prueba griega. El fabricante japonés competía con el Datsun 160J Violet de grupo 2, muy duro pero menos veloz que sus rivales. Su principal piloto era el finés Timo Salonen, que tendría como compañeros al veterano Harry Kallstrom y al piloto local Georges Moschous. La segunda marca japonesa era Toyota, que contaba con su filial en Alemania y que había alineado a tres pilotos: el francés Jean Luc Therier, el sueco Ove Andersson y el también sueco pero menos conocido Leif Asterhag. Con el dorsal número uno se presentaba el defensor del título de pilotos, el sueco Björn Waldegard que se inscribía en Grecia con un Mercedes 450 SLC, vehículo poco convencional pero muy resistente, con el que ya había subido a lo más alto del podio en una prueba del campeonato del mundial, en el Costa de Marfil de 1979. Además de la unidad de Waldegard, Daimler-Benz, la otra marca alemana presente oficialmente había inscrito otras dos unidades para Vic Preston jr. y Bjorn Danielsson con la peculiaridad de que estas contaban con transmisión automática. El cuarto piloto de la marca era el sueco Ingvar Carlsson con un Mercedes 280 CE de grupo 2. La francesa Peugeot había preparado a su veterano Peugeot 504, modelo que con varias victorias en las pruebas africanas del mundial. El también veterano Timo Mäkinen y el francés Jean-Claude Lefèbvre serían los encargados de representar a la marca. Cerraban la lista de marcas oficiales presentes y con opciones más modestas: Polonez, Lada, Wartburg, Trabant y Dacia. Aunque no de manera oficial, Ford que había logrado el título de marcas y contructores el año anterior, estaría presente gracias a la estructura privada del Rothmans Rally Team dirigida por el británico David Sutton que había alineaba sendos Ford Escort RS 1800 MKII para Hannu Mikkola y Ari Vatanen.
Entre los pilotos privados destacaban el francés Bernard Darniche, que ya había dado batalla el año anterior con el Lancia Stratos frente al Ford Escort del ganador Bjorn Waldegard, y los locales Tasos Livieratos y Anastasios Markouizos, este último más conocido con el apodo de «Iaveris» que el año anterior logró un destacado quinto puesto en la clasificación general con su Ford Escort.

### Lista de inscritos
| #   | Piloto               | Copiloto              | Automóvil                | Equipo                 |
| --- | -------------------- | --------------------- | ------------------------ | ---------------------- |
| 1.  | Björn Waldegård      | Hans Thorszelius      | Mercedes-Benz 450 SLC    | Daimler-Benz           |
| 2.  | Bernard Darniche     | Alain Mahé            | Lancia Stratos HF        | Team Chardonnet        |
| 3.  | Walter Röhrl         | Christian Geistdörfer | Fiat 131 Abarth          | Fiat Italia            |
| 4.  | Anders Kulläng       | Bruno Berglund        | Opel Ascona 400          | Opel Euro Händler Team |
| 5.  | Hannu Mikkola        | Arne Hertz            | Ford Escort RS1800       | Rothmans Rally Team    |
| 6.  | Ove Andersson        | Henry Liddon          | Toyota Celica 2000GT     | Toyota Team Europe     |
| 7.  | Markku Alén          | Ilkka Kivimäki        | Fiat 131 Abarth          | Fiat Italia            |
| 8.  | Harry Källström      | Bo Thorszelius        | Datsun 160J              | N.I. Theocharakis      |
| 9.  | Shekhar Mehta        | Yvonne Mehta          | Opel Ascona 400          | Opel Euro Händler Team |
| 10. | Ari Vatanen          | David Richards        | Ford Escort RS1800       | Rothmans Rally Team    |
| 11. | Attilio Bettega      | Arnaldo Bernacchini   | Fiat 131 Abarth          | Fiat Italia            |
| 12. | Andrew Cowan         | Johnstone Syer        | Ford Escort RS 1800      | Yokohama Rubber Co.    |
| 14. | Timo Salonen         | Seppo Harjanne        | Datsun 160J              | N.I. Theocharakis      |
| 15. | Jochi Kleint         | Gunter Wanger         | Opel Ascona 400          | Opel Euro Händler Team |
| 16. | Jean-Luc Thérier     | Michel Vial           | Toyota Celica 2000 GT    | Toyota Team Europe     |
| 17. | Timo Mäkinen         | Jean Todt             | Peugeot 504 V6 Coupé     | Automobiles Peugeot    |
| 18. | Tasos Livieratos     | Manólis Makrinos      | Lancia Stratos HF        | Siroco                 |
| 19. | Vic Preston jr.      | Mike Doughty          | Mercedes-Benz 450 SLC    | Daimler-Benz           |
| 20. | Giorgos Moschous     | Simetra II            | Datsun 160J              | N.I. Theocharakis      |
| 21. | Jean-Claude Lefèbvre | Christian Delferier   | Peugeot 504 Coupé V6     | Automobiles Peugeot    |
| 22. | Leif Asterhag        | Anders Gullberg       | Toyota Celica 2000 GT    | Toyota Team Europe     |
| 23. | «Iaveris»            | Konstantinos Stefanis | Ford Escort RS           | Iaveris                |
| 24. | Bror Danielsson      | Sölve Andreasson      | Mercedes-Benz 450 SLC    | Daimler-Benz           |
| 25. | Jorge Recalde        | Enrique Tettananti    | Ford Escort RS 1800 MKII | Jorge Recalde          |
| 26. | Franz Wittman sr.    | Krut Nestinger        | Porsche 911 SC           | Franz Wittman sr.      |
| 27. | Ingvar Carlsson      | Claes Billstam        | Mercedes-Benz 280 CE     | Daimler-Benz           |

| Ver listado completo | Ver listado completo      | Ver listado completo    | Ver listado completo       | Ver listado completo      |
| -------------------- | ------------------------- | ----------------------- | -------------------------- | ------------------------- |
| 28.                  | Carlos Torres             | António Morais          | Ford Escort RS 2000        | Carlos Torres             |
| 29.                  | Kypros Kyprianou          | Alkis Longinos          | Talbot Sunbeam             | Kypros Kyprianou          |
| 30.                  | Sergey Vukovich           | Zvingevits              | Lada 1600                  | Avtoexport                |
| 31.                  | Maciej Stawowiak          | Ryszard Żyszkowski      | FSO Polonez 2000           | Maciej Stawowiak          |
| 32.                  | Georg Fischer             | Harald Gottlieb         | Talbot Sunbeam Lotus       | Georg Fischer             |
| 34.                  | Evangelos Gallo           | Michalis Kaloyiannidis  | Toyota Starlet 1300 KP61   | Evangelos Gallo           |
| 35.                  | Costas Theocharidis       | Petros Demetriades      | Subaru GL                  | Costas Theocharidis       |
| 36.                  | Heiki Ohu                 | Toomas Diener           | Lada VAZ 21011             | Avtoexport                |
| 39.                  | Franck Liotard            | X Michelin              | Peugeot 504                | Franck Liotard            |
| 42.                  | Dionissis Arvanitakis     | Aldevaran               | Fiat 131 Abarth            | Dionissis Arvanitakis     |
| 43.                  | Bernard Dulcy             | Jean-François Bagarry   | Porsche 911 SC             | Bernard Dulcy             |
| 44.                  | Antonis Vihos             | Giorgos Dalaris         | Alpine-Renault A110 1600   | Antonis Vihos             |
| 45.                  | Tomasz Ciecierzyński      | Stanisław Brzozowski    | FSO Polonez 2000           | Tomasz Ciecierzyński      |
| 46.                  | Johnny Pesmazoglou        | Haris Kaltsounis        | Opel Ascona                | Elfinco                   |
| 47.                  | Werner Schweizer          | Horst Kotter            | Opel Kadett GT/E           | Werner Schweizer          |
| 48.                  | Fritz Heisler             | Walter Blieberger       | Ford Escort RS             | Fritz Heisler             |
| 49.                  | Leonidas                  | Andreas Arkentis        | Renault 5 Alpine           | Leonidas                  |
| 52.                  | Anastasios Gemenis        | Ioánnis Kepetzis        | Datsun 160J                | N.I. Theocharakis         |
| 53.                  | Włodzimierz Groblewski    | Jacek Lewandowski       | FSO Polonez 2000           | Włodzimierz Groblewski    |
| 54.                  | Pavlos Valentis           | Evangelos Potmanidis    | Lada 1300                  | Pavlos Valentis           |
| 56.                  | Ioannis Lekkas            | Ioannis Maltezos        | Ford Escort RS             | Ioannis Lekkas            |
| 57.                  | Christos Panourgias       | Vassilis Haimanis       | Renault 18 GTX             | Christos Panourgias       |
| 58.                  | Claude Laurent            | Jacques Marché          | Peugeot 505 SRD            | Claude Laurent            |
| 60.                  | Konstantinos Apostolou    | Mihalis Kriadis         | Renault 5 TS               | Konstantinos Apostolou    |
| 61.                  | John Peter Bittner        | Josef Boruta            | Opel Kadett GT/E           | John Peter Bittner        |
| 62.                  | Vassilis Polito           | Achilleas Polito        | Datsun 710                 | Vassilis Polito           |
| 63.                  | Christian Dorche          | JP Gauthier             | Peugeot 505                | Christian Dorche          |
| 64.                  | Trevor Hadley             | Paul Hadley             | Opel Ascona                | Trevor Hadley             |
| 65.                  | Eni                       | Alekos Tsantoulas       | Ford Escort RS             | Eni                       |
| 69.                  | Michális Moschous         | Apostolos Pallas        | Ford Escort RS             | Michális Moschous         |
| 70.                  | Paul-Marc Meylan          | Eva Nahas               | Opel Kadett GT/E           | Paul-Marc Meylan          |
| 71.                  | Theodoros Moussourelis    | Kostas Panagiotou       | Toyota Corolla             | Theodoros Moussourelis    |
| 72.                  | Jacques Landeau           | Michel Braunstein       | Opel Kadett GT/E           | Jacques Landeau           |
| 73.                  | Andreas Papatriantafillou | Theocharis Korakis      | Toyota Celica              | Kassidopoulos             |
| 74.                  | David Cowan               | Eine Hukkanen           | Talbot Sunbeam             | David Cowan               |
| 75.                  | Anastasios Protopappas    | Isavros                 | Toyota Celica              | Anastasios Protopappas    |
| 76.                  | Rudolf Stohl              | Kurt Modlhammer         | Lada 1600                  | Rudolf Stohl              |
| 77.                  | Jan Auverdin              | M. Gambier              | Volkswagen Golf Diesel     | Jan Auverdin              |
| 78.                  | Manolis Halivelakis       | Konstantinos Exarchos   | Toyota Corolla             | Manolis Halivelakis       |
| 80.                  | Evangelos Papakostas      | S Stefanopoulos         | Datsun Violet 160J         | Evangelos Papakostas      |
| 81.                  | Efthimios Vlahos          | Ioannis Vassiliadis     | Ford Escort                | Efthimios Vlahos          |
| 83.                  | Antonis Kounanis          | Diamantis Petropoulos   | Datsun 120Y                | Antonis Kounanis          |
| 84.                  | Dimitris Spanos           | Christos Draklis        | BMW 2002                   | Dimitris Spanos           |
| 86.                  | Pavlos Moschoutis         | Harris Lionis           | Ford Escort RS 2000        | Pavlos Moschoutis         |
| 87.                  | Jacques Briy              | J Beaujon               | Volkswagen Golf I GTi 1.6  | Jacques Briy              |
| 88.                  | Antonis Koulendianos      | Ioannis Anagnostopoulos | Datsun Sunny 210           | Antonis Koulendianos      |
| 89.                  | Muneyoshi Shibagaki       | S Ohashi                | Toyota Corolla Levin TE 27 | Muneyoshi Shibagaki       |
| 90.                  | «Melas»                   | Fertakis Kóstas         | Ford Escort RS             | Melas                     |
| 91.                  | Paolo Vittadini           | G. Vittadini            | Fiat Ritmo                 | Paolo Vittadini           |
| 92.                  | Nikos Staramopoulos       | Efthimios Sassalos      | Datsun 1800 SSS            | Nikos Staramopoulos       |
| 93.                  | Panagiotis Koutsikos      | Efstathios Laitsas      | BMW 2002                   | Panagiotis Koutsikos      |
| 94.                  | T Fujikawa                | A Yoshimura             | Toyota Corolla Levin TE 27 | T Fujikawa                |
| 95.                  | Antonis Sakalis           | St Ionas                | Opel Kadett GT/E           | Antonis Sakalis           |
| 98.                  | Lucien Evain              | Patrick Bance           | Datsun 710                 | Lucien Evain              |
| 99.                  | C Sfontana                | C Sfontana              | Saab 99                    | C Sfontana                |
| 100.                 | Alkis Korres              | Mathios Mansolas        | Ford Escort RS 2000        | Alkis Korres              |
| 102.                 | Andreas Arvanitakis       | Nikos Panou             | Ford Escort RS             | Andreas Arvanitakis       |
| 104.                 | Ioannis Kabaniaris        | Stamatis Sourvelis      | Datsun 120Y                | Ioannis Kabaniaris        |
| 105.                 | Dimitris Xenos            | D Matsoukas             | Daihatsu A20 KD            | Dimitris Xenos            |
| 106.                 | Jean-Jacques Toussaint    | JM Schuster             | Talbot Sunbeam             | Jean-Jacques Toussaint    |
| 107.                 | Christos Grammatikopoulos | Christos Piperidis      | Lada 1600                  | Christos Grammatikopoulos |
| 109.                 | Jean-Michel Reynaud       | Ioánnis Halaris         | Ford Escort RS             | Jean-Michel Reynaud       |
| 110.                 | Stathis Marinos           | Mihalis Varvouzanis     | Daihatsu A20 KD            | Stathis Marinos           |
| 112.                 | Sotiris Kokkinis          | Tonia Pavli             | Mitsubishi Lancer 1600 GSR | Sotiris Kokkinis          |
| 113.                 | Sotiris Kokkinis          | Tonia Pavli             | Mitsubishi Lancer 1600 GSR | Sotiris Kokkinis          |
| 114.                 | Babis Zissopoulos         | Ioannis Hasapidis       | Toyota Corolla             | Babis Zissopoulos         |
| 115.                 | C Prassas                 | A Papadimitriou         | Volkswagen Golf            | C Prassas                 |
| 116.                 | Manolis Panagiotopoulos   | Ap Tatsis               | Talbot Avenger             | Manolis Panagiotopoulos   |
| 119.                 | Manolis Makrakis          | Vlassis Haveles         | Ford Escort RS 2000 MKII   | Manolis Makrakis          |
| 121.                 | Antonis Stivachtaris      | El-Nak                  | Mazda 323                  | Antonis Stivachtaris      |
| 122.                 | Daniele Camerana          | Riccardo Renna          | Autobianchi A112 Abarth    | Daniele Camerana          |
| 123.                 | G Mikelis                 | P. Bilalis              | Fiat 128 Rally             | G Mikelis                 |
| 124.                 | Klaus-Dieter Krügel       | Bernd Fromman           | Wartburg 353 W             | Klaus-Dieter Krügel       |
| 125.                 | Ioannis Chrissikopoulos   | Giorgos Frantzis        | Mazda 323                  | Ioannis Chrissikopoulos   |
| 127.                 | Daniel Carret             | Jean-Louis Maigret      | Peugeot 104 ZS             | Daniel Carret             |
| 128.                 | Kóstas Labropoulos        | Panagiotopoulos         | Toyota Corolla             | Kóstas Labropoulos        |
| 129.                 | A Brizioli                | Rosolen                 | Autobianchi A112 Abarth    | A Brizioli                |
| 130.                 | Erwin Härtwich            | Wolfgang Krügel         | Wartburg 353 W             | VEB Automobilwerk         |
| 131.                 | Nikos Generalis           | Sotiris Stelios         | Lada 1200                  | Nikos Generalis           |
| 132.                 | Heinz Galle               | Wolfgang Kiessling      | Trabant P601               | Heinz Galle               |
| 133.                 | Kosmas Klikizos           | Antonis Tzanavaris      | Datsun 120A                | Kosmas Klikizos           |
| 134.                 | Ioannis Papadamantiou     | Anastasios Hasapis      | Toyota Corolla             | Ioannis Papadamantiou     |
| 135.                 | Thomas Fischer            | Thomas Schröter         | Trabant P601               | Thomas Fischer            |
| 136.                 | Athanassios Koklas        | Spiros Analitis         | Mini 1275 GT               | Athanassios Koklas        |
| 137.                 | François Ginet            | Ph Tivollier            | Peugeot 104 ZS             | François Ginet            |
| 138.                 | Petros Martinis           | Emmanouel Halivelakis   | Ford Escort RS 2000        | Petros Martinis           |
| 139.                 | Michele Cinotto           | Eraldo Mussa            | Autobianchi A112 Abarth    | Michele Cinotto           |
| 140.                 | Stavros Podias            | Panagiotis Sofroniadis  | Lada VAZ 21011             | Stavros Podias            |
| 141.                 | Dieter Heimbürger         | Roland Weitz            | Wartburg 353 WR            | VEB Automobilwerk         |
| 142.                 | Nikolaos Kritsikis        | Stergios Englezos       | Lada 1200                  | Nikolaos Kritsikis        |
| 143.                 | Stamatis Athanassoulas    | Stefanos Kankiotis      | Lada VAZ 21011             | Stamatis Athanassoulas    |
| 144.                 | Mihalis Lykakis           | K Antonopolulos         | Ford Escort RS             | Mihalis Lykakis           |
| 145.                 | Notis Yiagnissis          | Gianni                  | Autobianchi A112 Abarth    | Notis Yiagnissis          |
| 146.                 | Christian Meischner       | Rainer Leonhardt        | Trabant P601               | Christian Meischner       |
| 149.                 | Dimitris Prassopoulos     | Manthos Kissandrakis    | Ford Escort RS             | Dimitris Prassopoulos     |
| 150.                 | Giotis Kaperonis          | C Zouganelis            | Ford Escort RS             | Giotis Kaperonis          |
| 151.                 | Horst Hense               | Ulla Stück              | Volkswagen Golf GTi        | Horst Hense               |
| 152.                 | Vassileios Poulogiannis   | Th Roussos              | Ford Escort                | Vassileios Poulogiannis   |
| 153.                 | Antonis Giovas            | Stelios Polikratis      | Audi 80 GTE                | Antonis Giovas            |
| 154.                 | Ioannis Koukas            | «Isavros»               | Datsun 1800 SSS            | Ioannis Koukas            |
| 155.                 | Fotis Giaglis             | Chrístos Smailis        | Toyota Corolla KE 25       | Fotis Giaglis             |
| 156.                 | Bernard Montalvan         | Jean-Paul Lefebvre      | Toyota Celica              | Bernard Montalvan         |
| 159.                 | Nikos Makris              | Dionissis Bellas        | Toyota Corolla KE 25       | Nikos Makris              |
| 160.                 | Kiriakos Kioseoglou       | Nikos Papastathopoulos  | Subaru 1600 GFT            | Kiriakos Kioseoglou       |
| 161.                 | J van Boven               | Kenk van Tunen          | Volkswagen Golf GTi        | J van Boven               |
| 162.                 | Theodoros Englezos        | Kirkor Daniel           | Toyota Corolla SR          | Theodoros Englezos        |
| 163.                 | Rudolf Brandstätter       | Günther Kalteis         | Simca Rallye 2             | Rudolf Brandstätter       |
| 164.                 | Skipion                   | Polimenopoulos          | Mazda 323                  | Skipion                   |
| 165.                 | Angelos Doudessis         | H Skellas               | Ford Escort                | Angelos Doudessis         |
| 166.                 | Athanassios Zahos         | D Koutsotheodoros       | Toyota Corolla SR          | Athanassios Zahos         |
| 167.                 | Soulis Englezos           | Haralambos Goergopoulos | Lada 1200                  | Soulis Englezos           |
| 168.                 | Stefanos Kandiotis        | N Zarifis               | Simca Rallye 2             | Stefanos Kandiotis        |
| 169.                 | Iórgos Loukas             | Petros Papadopoulos     | Toyota Corolla SR          | Iórgos Loukas             |
| 170.                 | Dimitris Kavallarakis     | Manos Kiriazopoulos     | Seat 124                   | Dimitris Kavallarakis     |
| 171.                 | Christos Dekazos          | T Giormas               | Lada 1200                  | Christos Dekazos          |
| 173.                 | Evangelos Pardalopoulos   | Giorgos Skandalos       | Mini 1000                  | Evangelos Pardalopoulos   |

## Itinerario
El itinerario estaba repartido en 56 tramos cronometrados dividido en dos etapas comenzando el lunes 26 de mayo y finalizando el jueves 29. El tramo más largo era Sikea con 43 km de longitud, mientras el más corto era Skoulas con 5,4 km. Solo se cancelaría el penúltimo tramo. En total 956,16 km de tramos por los pedregosos caminos griegos sumando los casi dos mil kilómetros de enlaces.
| Ver itinerario completo | Ver itinerario completo | Ver itinerario completo | Ver itinerario completo | Ver itinerario completo | Ver itinerario completo |
|                         | Tramo                   | Nombre                  | Distancia               | Líder                   |                         |
| ----------------------- | ----------------------- | ----------------------- | ----------------------- | ----------------------- | ----------------------- |
| 1º etapa                | TC1                     | Parnis                  | 42.26 km                | «Iaveris»               |                         |
| 1º etapa                | TC2                     | Loukissia               | 22.70 km                | Hannu Mikkola           |                         |
| 1º etapa                | TC3                     | Aliki 1                 | 21.20 km                | Ari Vatanen             |                         |
| 1º etapa                | TC4                     | Prodromos 1             | 24.30 km                | Ari Vatanen             |                         |
| 1º etapa                | TC5                     | Elikon 1                | 10.40 km                | Ari Vatanen             |                         |
| 1º etapa                | TC6                     | New Distomon            | 13.00 km                | Ari Vatanen             |                         |
| 1º etapa                | TC7                     | Bauxite Way 1           | 9.00 km                 | Ari Vatanen             |                         |
| 1º etapa                | TC8                     | Karroutes 1             | 20.00 km                | Ari Vatanen             |                         |
| 1º etapa                | TC9                     | Sikea 1                 | 43.00 km                | Ari Vatanen             |                         |
| 1º etapa                | TC10                    | Moschokaria             | 10.40 km                | Ari Vatanen             |                         |
| 1º etapa                | TC11                    | Makrirahi               | 15.90 km                | Ari Vatanen             |                         |
| 1º etapa                | TC12                    | Fotinon                 | 19.20 km                | Ari Vatanen             |                         |
| 1º etapa                | TC13                    | Gilofon                 | 23.80 km                | Ari Vatanen             |                         |
| 1º etapa                | TC14                    | Aliakamon Lake          | 15.20 km                | Ari Vatanen             |                         |
| 1º etapa                | TC15                    | Veria                   | 18.30 km                | Ari Vatanen             |                         |
| 1º etapa                | TC16                    | New Polydendri          | 28.50 km                | Ari Vatanen             |                         |
| 1º etapa                | TC17                    | Olympos Mountain        | 20.00 km                | Ari Vatanen             |                         |
| 1º etapa                | TC18                    | Livadi                  | 7.50 km                 | Ari Vatanen             |                         |
| 1º etapa                | TC19                    | Klissoura               | 11.00 km                | Ari Vatanen             |                         |
| 1º etapa                | TC20                    | Deskati                 | 21.70 km                | Ari Vatanen             |                         |
| 1º etapa                | TC21                    | Meteora                 | 17.80 km                | Ari Vatanen             |                         |
| 1º etapa                | TC22                    | Kalivia                 | 6.90 km                 | Ari Vatanen             |                         |
| 1º etapa                | TC23                    | Aidonohorion            | 10.30 km                | Ari Vatanen             |                         |
| 1º etapa                | TC24                    | New Tarzan              | 34.10 km                | Ari Vatanen             |                         |
| 1º etapa                | TC25                    | Vitoli                  | 33.00 km                | Ari Vatanen             |                         |
| 1º etapa                | TC26                    | Tsouka                  | 6.60 km                 | Ari Vatanen             |                         |
| 1º etapa                | TC27                    | Hani - Zagana           | 20.10 km                | Ari Vatanen             |                         |
| 1º etapa                | TC28                    | Sikea 2                 | 17.50 km                | Ari Vatanen             |                         |
| 1º etapa                | TC29                    | Karroutes 2             | 27.30 km                | Ari Vatanen             |                         |
| 1º etapa                | TC30                    | Bauxite Way 2           | 8.60 km                 | Ari Vatanen             |                         |
| 1º etapa                | TC31                    | Desfina                 | 8.00 km                 | Ari Vatanen             |                         |
| 1º etapa                | TC32                    | Elikon 2                | 15.00 km                | Ari Vatanen             |                         |
| 1º etapa                | TC33                    | Prodromos 2             | 12.00 km                | Ari Vatanen             |                         |
| 1º etapa                | TC34                    | Aliki 2                 | 21.10 km                | Ari Vatanen             |                         |
| 1º etapa                | TC35                    | Platanaki               | 22.90 km                | Ari Vatanen             |                         |
| 2º etapa                | TC36                    | Aghios Ioannis          | 11.50 km                | Ari Vatanen             |                         |
| 2º etapa                | TC37                    | Riza                    | 14.00 km                | Ari Vatanen             |                         |
| 2º etapa                | TC38                    | Kyllini                 | 28.10 km                | Ari Vatanen             |                         |
| 2º etapa                | TC39                    | Theoktiston             | 19.50 km                | Ari Vatanen             |                         |
| 2º etapa                | TC40                    | Alonistaina             | 8.60 km                 | Ari Vatanen             |                         |
| 2º etapa                | TC41                    | Chryssovitsio           | 26.30 km                | Ari Vatanen             |                         |
| 2º etapa                | TC42                    | Ellinikon 1             | 6.50 km                 | Ari Vatanen             |                         |
| 2º etapa                | TC43                    | Sekoulas                | 5.40 km                 | Ari Vatanen             |                         |
| 2º etapa                | TC44                    | Nemouta                 | 7.40 km                 | Ari Vatanen             |                         |
| 2º etapa                | TC45                    | New Neohorion           | 16.60 km                | Ari Vatanen             |                         |
| 2º etapa                | TC46                    | Ladon                   | 23.20 km                | Ari Vatanen             |                         |
| 2º etapa                | TC47                    | Ellinikon 2             | v6.50 km                | Ari Vatanen             |                         |
| 2º etapa                | TC48                    | New Leondarion          | 13.90 km                | Ari Vatanen             |                         |
| 2º etapa                | TC49                    | Georgitsion             | 6.30 km                 | Ari Vatanen             |                         |
| 2º etapa                | TC50                    | Koniditsa               | 6.20 km                 | Ari Vatanen             |                         |
| 2º etapa                | TC51                    | Sparta Old Road         | 15.50 km                | Ari Vatanen             |                         |
| 2º etapa                | TC52                    | Vassaras                | 35.80 km                | Ari Vatanen             |                         |
| 2º etapa                | TC53                    | Karie                   | 8.70 km                 | Ari Vatanen             |                         |
| 2º etapa                | TC54                    | Malevi                  | 14.20 km                | Ari Vatanen             |                         |
| 2º etapa                | TC55                    | Railway                 | 9.20 km                 | Ari Vatanen             |                         |
| 2º etapa                | TC56                    | Karnezeika              | 14.20 km                | Ari Vatanen             |                         |

## Desarrollo

### Día 1

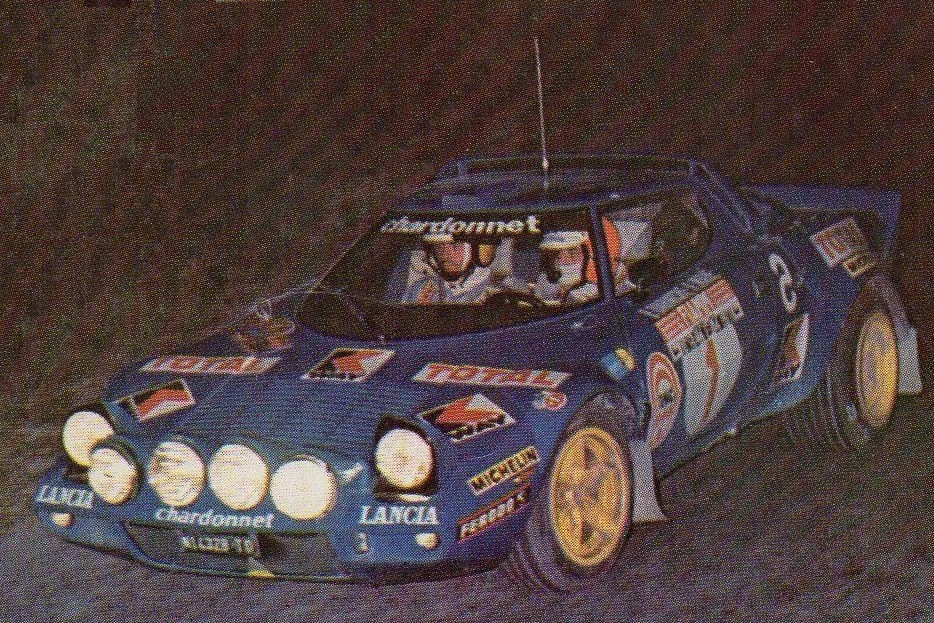
A pesar de partir con el dorsal número dos, el francés Bernard Darniche tuvo una actuación modesta con su Lancia Stratos abandonando el primer día tras la rotura de la dirección.

La prueba arrancaba el lunes 26 de mayo frente al famoso Acrópolis, y bajo un fuerte sol, algo habitual en la prueba griega. Por delante casi mil kilómetros cronometrados repartidos en cuatro días con sus respectivos tramos de enlace, donde los equipos tendrían ocasión de realizar sus asistencias, aunque con poco margen ya que el tiempo empleado para completarlos era muy ajustado. El itinerario estaba dividido en dos etapas, con tres secciones la primera y dos la segunda. En la primera se disputarían once tramos, todos distintos, visitando las localidades de Atenas y Kalambaka. El griego «Iaveris» disfrutaría de un efímero liderato tras la primera especial, pero se vería superado por el Ford de Mikkola que sería el más rápido en el segundo tramo aunque un pinchazo lo desbancaría cedería su puesto a su compañero Vatanen. Curiosamente y falta aún de cincuenta y tres especiales por disputarse, el finés no abandonaría el primer puesto de la clasificación, algo insólito teniendo en cuenta la dureza de los tramos griegos. Los continuos pinchazos y averías ya se habían cobrado los primeros abandonos importantes como el del sueco Asterhag y el francés Therier, ambos pilotos de Toyota, que en el caso del segundo se vería obligado a abandonar tras sufrir una rotura en el depósito de combustible que lo dejaría tirado. Aunque seguía en carrera Walter Rörhl sufría problemas de suspensión y de caja de cambios, y los minutos de penalización se le acumulaban, a pesar de los esfuerzos de sus mecánicos para mantener el alemán con opciones de luchar por su tercera victoria del año. La primera sección terminaría con los dos Ford al frente. Vatanen se había adjudicado el mejor tiempo en cinco tramos mientras que su compañero Mikkola, hizo lo propio en cuatro especiales y marchaba detrás a más de cuarenta y tres segundos. Tercero era el piloto de FIAT, Markku Alén con una desventaja de más de dos minutos, aunque todavía con opciones, mientras que su compañero Bettega era quinto a más de cuatro minutos de la cabeza. Por medio el Opel de Kullang, que había logrado ser el más rápido en el tramo más largo de la jornada, Sikea con 45 kilómetros de recorrido. Más atrás se encontraban Jochi Kleint con el otro Opel y Ove Andersson a los mandos del único Toyota oficial que seguía en carrera.
La segunda sección de disputaba de noche, lo que hacía aún más duro el recorrido, aunque unos 70 km más corto con respecto a la primera. Mientras Vatanen seguía líder de carrera, no sin sufrir también puntuales pinchazos, sus rivales sufrían todo tipo de contratiempos. Alén, por ejemplo, sufría continuos problemas en su transmisión y los intentos por repararla solo le servían para sumar penalizaciones. Kullang sufrió una salida de pista aunque por suerte pudo volver a la carretera y Bettega veía como su tubo de escape se partía con la consiguiente pérdida de rendimiento. Menos fortuna tuvo Mikkola que se veía obligado a abandonar debido a un problema electrónico que sus mecánicos no lograron encontrar. Tras el vigésimo tramo Vatanen ya acumulaba una ventaja de seis minutos sobre Jochi Kleint que marchaba segundo con el primero de los Opel. Por detrás Bettega aguantaba en tercera posición con apenas unos segundos de ventaja sobre Andersson, cuarto con su Toyota Celica que apostaba por no forzar el ritmo. Siendo también regular y en quinta posición se encontraba Salonen con su Datsun y Mehta sexto por delante de Kullang que había caído a la séptima posición, seguido de Alén a más de nueve minutos del líder Vatanen. Con todo, entre el segundo clasificado y el octavo apenas había dos minutos de diferencia por lo que muchos esperaban un posible abandono del finés, lo que hacía crecer las esperanzas entre los primeros clasificados por lograr un buen resultado en el duro Acrópolis. Menos fortuna corría Waldegard que rodaba a más de quince minutos de la cabeza y Röhrl, que continuaba con sus problemas mecánicos. Fuera ya de carrera, Darniche, que un golpe con su frágil Stratos contra una piedra le provocaría la rotura de la dirección y el consiguiente abandono.

### Día 2

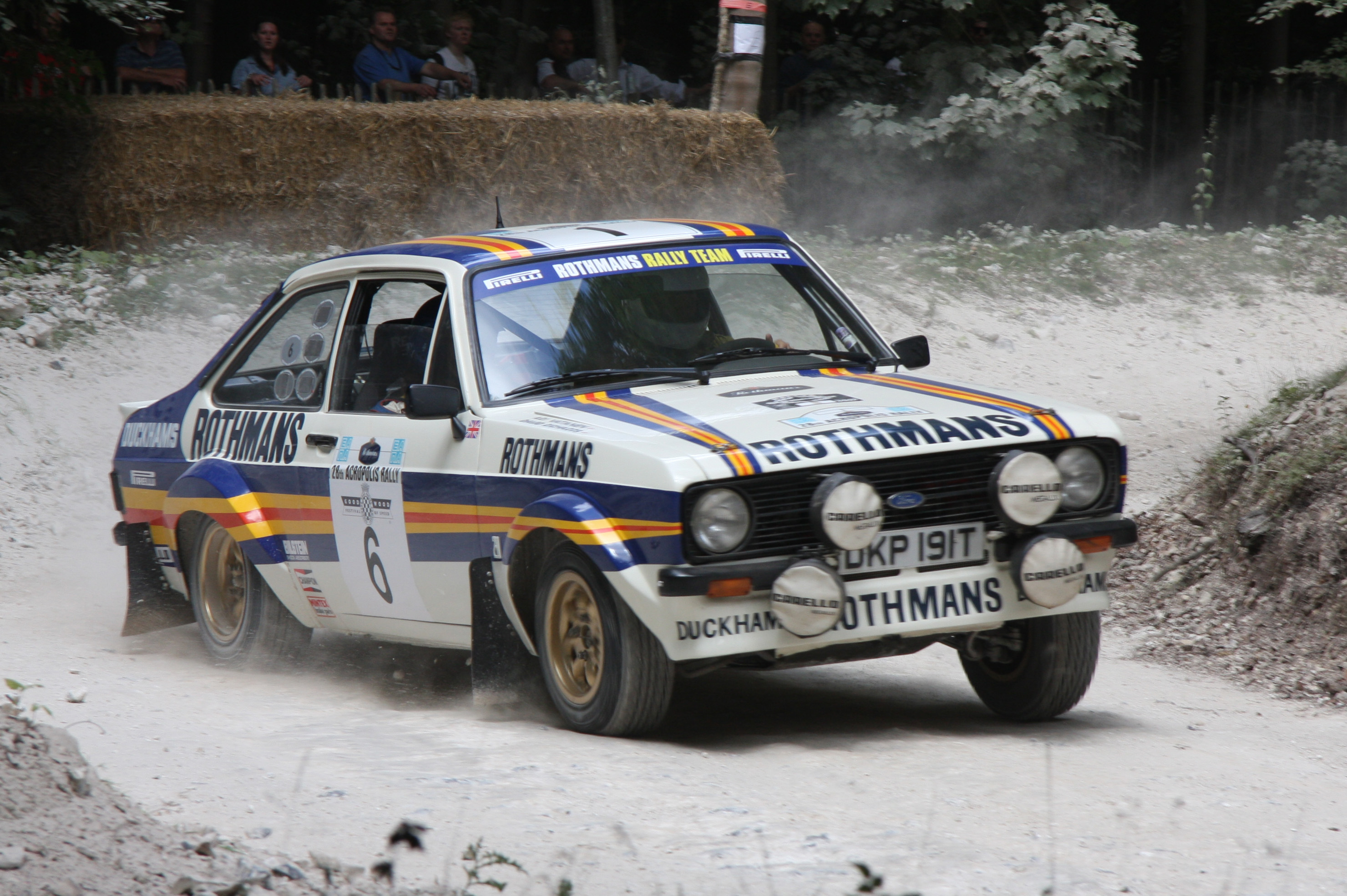
Ford Escort RS 1800 con la decoración de Rothmans utilizado durante la temporada 1980 y 1981. En la imagen el modelo de Vatanen del Acrópolis de 1981.

El segundo día de carrera contaba con quince tramos iniciales con meta en la localidad de Lagonissi. Vatanen a pesar de terminar líder y con ocho scratch logrados, perdería parte de su renta debido a los pinchazos pero especialmente a la rotura del radiador. Kleint se hundió en la clasificación tras romper el puente trasero de su Ascona 400 y su lugar lo ocupó Kullang, que con el otro Ascona logró recortar alrededor de tres minutos y situarse segundo. En la tercera plaza resistía Salonen con su Datsun, frente a los ataques de Alén que recuperaba terreno con su Fiat y se encontraba a solo veinte segundos de su compatriota luego de adelantar al único Toyota oficial en carrera, el de Andersson. Tras él Bettega con problemas en la caja de cambios y Rörhl, que empezaba a recuperarse después de los problemas del primer día y veía la luz y la posibilidad de sumar algún punto tras el abandono de gran parte de los equipos inscritos, menos de 60 de los 150 iniciales.

### Día 3
El tercer día de carrera se disputarían inicialmente ocho tramos en la zona de Peloponeso con la meta en el Olimpia, ya de noche. En el tercer tramo uno de los discos de freno del Ascona de Kullang se partió lo que le hizo perder bastante tiempo y caer a la cuarta plaza. El segundo puesto lo heredaba Salonen, curiosamente sin marcar el mejor tiempo en ninguno de los tramos que se habían disputado hasta entonces, la regularidad era su mejor aliado a pesar de competir con un modesto y menos potente Datsun. Aunque quedaba mucha carrera por delante, el Ford Escort de Vatanen y su copiloto David Richards, seguía intacto en cabeza de carrera sin mostrar un momento de debilidad y con una ventaja de cinco minutos sobre el segundo clasificado. Los demás equipos esperaban un error del finés que no llegaría por lo que tanto Opel como Fiat abandonaron la lucha por la victoria, que quedaría en manos del Ford de Vatanen y el Datsun de Salonen.

### Día 4

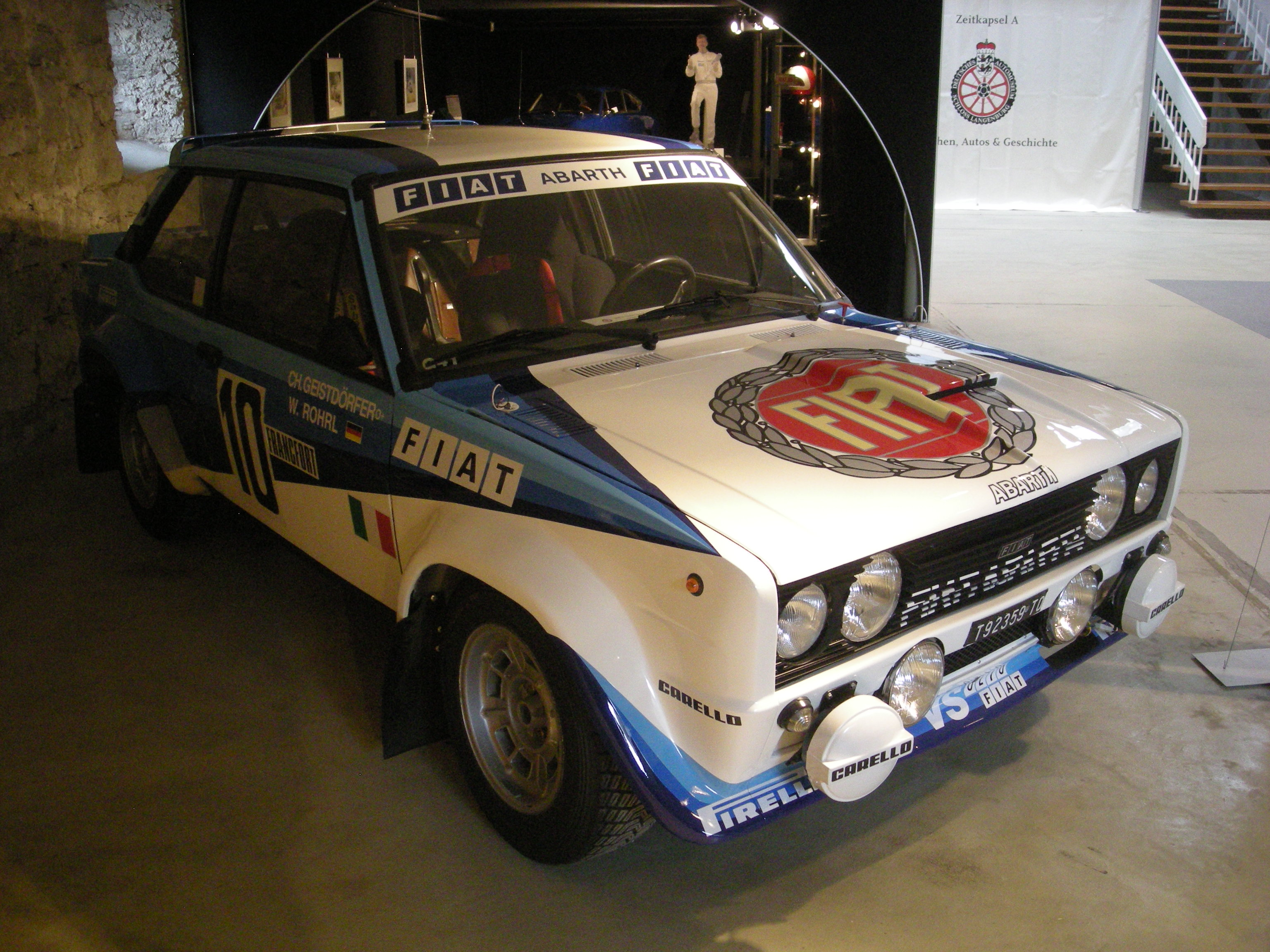
Fiat presente en Grecia con tres 131 Abarth logró un tercer y un quinto puesto que le servían para mantenerse líder del certamen de marcas y de pilotos.

El jueves los equipos que quedaban en pie tenían que afrontar los trece tramos que le llevarían de vuelta a Atenas. La estrategia de Vatanen y Salonen en la lucha por el primer puesto fue muy distinta. El primero recuperaba terreno tras cada pinchazo marcando un ritmo muy alto, mientras que el segundo, más cauteloso, prefería arriesgar menos y logró reducir su desventaja en poco más de dos minutos. Los sustos se produjeron más atrás. Primero, el Mercedes de Waldegard se quedaba sin frenos y sufría una salida de pista que lo obligó a abandonar, y luego el FIAT de Rörhl volcaba de manera aparatosa, aunque con más fortuna que el sueco, ya que el tramo donde sufría este percance quedaría anulado lo que le permitió volver a reengancharse a la carrera y situarse en un magnífica quinta plaza teniendo en cuenta los continuos problemas que había tenido desde el comienzo del rally. Por delante de él se situaban Kullang y en tercera posición Alén, ambos muy rápidos durante toda la carrera pero muy alejados del líder.
De esta manera terminaría el rally, con victoria para Ari Vatanen, que marcó un gran ritmo durante toda la prueba y sin cometer los clásicos errores de otras ocasiones. Segundo y con un coche en teoría menos potente, el Datsun de Timo Salonen y completando un triple podio finés, Markku Alén con el FIAT 131 Abarth. El alemán Rörhl conservaría el liderato del mundial de pilotos con su quinta plaza, tan solo dos puntos logró recortarle el sueco Kullang, su inmediato perseguidor en la clasificación. En cambio, Borjn Waldegard, último vencedor del Acrópolis y vigente campeón del mundo, se marcharía de Grecia con un injusto abandono.

## Clasificación final
| Pos.    | Piloto                    | Copiloto               | Automóvil                  | Tiempo   | Diferencia | Puntos  |
| General | General                   | General                | General                    | General  | General    | General |
| ------- | ------------------------- | ---------------------- | -------------------------- | -------- | ---------- | ------- |
| 1       | Ari Vatanen               | David Richards         | Ford Escort RS1800         | 12:55.44 | 0.0        | 20      |
| 2.      | Timo Salonen              | Seppo Harjanne         | Datsun 160J                | 12:58.26 | +2.42      | 15      |
| 3.      | Markku Alén               | Ilkka Kivimäki         | Fiat 131 Abarth            | 13:02.48 | +7.04      | 12      |
| 4.      | Anders Kulläng            | Bruno Berglund         | Opel Ascona 400            | 13:06.47 | +11.03     | 10      |
| 5.      | Walter Röhrl              | Christian Geistdörfer  | Fiat 131 Abarth            | 13:18.54 | +23.10     | 8       |
| 6.      | Ove Andersson             | Henry Liddon           | Toyota Celica 2000GT       | 13:18.54 | +23.10     | 6       |
| 7.      | Harry Källström           | Bo Thorszelius         | Datsun 160J                | 13:18.56 | +23.12     | 4       |
| 8.      | Attilio Bettega           | Arnaldo Bernacchini    | Fiat 131 Abarth            | 13:20.37 | +24.53     | 3       |
| 9.      | Tasos Livieratos          | Manólis Makrinos       | Lancia Stratos HF          | 13:37.07 | +41.23     | 2       |
| 10.     | Timo Mäkinen              | Jean Todt              | Peugeot 504 V6 Coupé       | 13:39.49 | +44.05     | 1       |
| 11.     | Jochi Klein               | Gunter Wanger          | Opel Ascona 400            | 13:45:28 | +49:44     |         |
| 12.     | Jorge Recalde             | Enrique Tettananti     | Ford Escort RS 1800 MKII   | 13:51:21 | +55:37     |         |
| 13.     | Giorgos Moschous          | Simetra II             | Datsun 160J                | 14:40:51 | +1:45:07   |         |
| 14.     | Vic Preston jr.           | Mike Doughty           | Mercedes-Benz 450 SLC      | 14:41:09 | +1:45:25   |         |
| 15.     | Leonidas                  | Andreas Arkentis       | Renault 5 Alpine           | 14:42:14 | +1:46:30   |         |
| 16.     | Kypros Kyprianou          | Alkis Longinos         | Talbot Sunbeam             | 14:47:02 | +1:51:18   |         |
| 17.     | Maciej Stawowiak          | Ryszard Żyszkowski     | FSO Polonez 2000           | 15:11:56 | +2:16:12   |         |
| 18.     | Claude Laurent            | Jacques Marché         | Peugeot 505 SRD            | 15:27:34 | +2:31:50   |         |
| 19.     | Manolis Halivelakis       | Konstantinos Exarchos  | Toyota Corolla             | 15:44:31 | 15:44:31   |         |
| 20.     | Pavlos Moschoutis         | Harris Lionis          | Ford Escort RS 2000        | 15:49:25 | +2:53:41   |         |
| 21.     | Anastasios Gemenis        | Ioánnis Kepetzis       | Datsun 160J                | 15:52:45 | +2:57:01   |         |
| 22.     | «Melas»                   | Fertakis Kóstas        | Ford Escort RS             | 15:52:52 | +2:57:08   |         |
| 23.     | Manolis Panagiotopoulos   | Ap Tatsis              | Talbot Avenger             | 15:55:13 | +2:59:29   |         |
| 24.     | Andreas Papatriantafillou | Theocharis Korakis     | Toyota Celica              | 15:59:12 | +3:03:28   |         |
| 25.     | Christian Dorche          | JP Gauthier            | Peugeot 505                | 16:10:39 | +3:14:55   |         |
| 26.     | Sotiris Kokkinis          | Tonia Pavli            | Mitsubishi Lancer 1600 GSR | 16:29:27 | +3:33:43   |         |
| 27.     | Paolo Vittadini           | G. Vittadini           | Fiat Ritmo                 | 16:34:13 | +3:38:29   |         |
| 28.     | Tomasz Ciecierzyński      | Stanisław Brzozowski   | FSO Polonez 2000           | 16:58:40 | +4:02:56   |         |
| 29.     | Fritz Heisler             | Walter Blieberger      | Ford Escort RS             | 17:04:53 | +4:09:09   |         |
| 30.     | Ioannis Koukas            | «Isavros»              | Datsun 1800 SSS            | 17:13:52 | +4:18:08   |         |
| 31.     | Petros Martinis           | Emmanouel Halivelakis  | Ford Escort RS 2000        | 17:28:01 | +4:32:17   |         |
| 32.     | Kiriakos Kioseoglou       | Nikos Papastathopoulos | Subaru 1600 GFT            | 17:34:54 | +4:39:10   |         |
| 33.     | Ioannis Chrissikopoulos   | Giorgos Frantzis       | Mazda 323                  | 17:35:16 | +4:39:32   |         |
| 34.     | Daniele Camerana          | Riccardo Renna         | Autobianchi A112 Abarth    | 17:46:08 | +4:50:24   |         |
| 35.     | Galle Heinz               | Wolfgang Kiessling     | Trabant P601               | 17:47:30 | +4:51:46   |         |
| 36.     | Ioannis Papadamantiou     | Anastasios Hasapis     | Toyota Corolla             | 18:12:41 | +5:16:57   |         |
| 37.     | Nikos Makris              | Dionissis Bellas       | Toyota Corolla KE 25       | 18:17:53 | +5:22:09   |         |

## Campeonato
Clasificación del campeonato del mundo tras el rally Acrópolis:

### Campeonato de pilotos
| Pos. | Piloto           | MON | SWE | POR | KEN | GRE | ARG | FIN | NZL | ITA | FRA | GBR | CDM | Puntos |
| ---- | ---------------- | --- | --- | --- | --- | --- | --- | --- | --- | --- | --- | --- | --- | ------ |
| 1.   | Walter Röhrl     | 1   |     | 1   |     | 5   |     |     |     |     |     |     |     | 48     |
| 2.   | Anders Kullang   | 4   | 1   | Ret |     | 4   |     |     |     |     |     |     |     | 40     |
| 3.   | Björn Waldegård  | 3   | 3   | 4   | 10  | Ret |     |     |     |     |     |     |     | 35     |
| 4.   | Markku Alén      | Ret |     | 2   |     | 3   |     |     |     |     |     |     |     | 27     |
| 5.   | Shekhar Mehta    |     |     |     | 1   | Ret |     |     |     |     |     |     |     | 20     |
| 6.   | Ari Vatanen      | Ret |     | Ret |     | 1   |     |     |     |     |     |     |     | 20     |
| 7.   | Timo Salonen     |     | 7   | Ret |     | 2   |     |     |     |     |     |     |     | 19     |
| 8.   | Bernard Darniche | 2   |     | Ret |     | Ret |     |     |     |     |     |     |     | 15     |
| 9.   | Stig Blomqvist   |     | 2   |     |     |     |     |     |     |     |     |     |     | 15     |
| 10.  | Rauno Aaltonen   |     |     |     | 2   |     |     |     |     |     |     |     |     | 15     |

### Campeonato de constructores
| Pos. | Constructor | MON | SWE | POR | KEN | GRE | ARG | FIN | NZL | ITA | FRA | GBR | CDM | Puntos |
| ---- | ----------- | --- | --- | --- | --- | --- | --- | --- | --- | --- | --- | --- | --- | ------ |
| 1.   | FIAT        | 1   |     | 1   |     | 3   |     |     |     |     |     |     |     | 51     |
| 2.   | Ford        | 9   |     | 7   |     | 1   |     |     |     |     |     |     |     | 38     |
| 3.   | Opel        | 4   |     |     | 5   | 4   |     |     |     |     |     |     |     | 38     |